# Marie Tudor (Hugo)
Pour les articles homonymes, voir Marie Tudor.
Marie Tudor est un drame romantique en prose, en trois actes (ou journées) de Victor Hugo, dont la première représentation eut lieu au théâtre de la Porte-Saint-Martin le 6 novembre 1833.
Hormis la reine et Simon Renard, l'ambassadeur de Charles Quint, les autres personnages principaux de la pièce sont inventés.

## Contexte
En avril 1833, Harel, directeur du Théâtre de la Porte-Saint-Martin, interrompt les représentations de Lucrèce Beorgia, malgré le succès de la pièce. Du coup Hugo se montre réticent à donner sa prochaine pièce à ce théâtre. Mais il lui a promis par contrat et se doit d'écrire vite une nouvelle pièce pour la livrer le 1er septembre. Il commence l'écriture de Marie Tudor le 8 août.
La pièce est finalement jouée le 6 novembre 1833 avec un succès mitigé tant à cause du jeu des acteurs que de l'incompréhension du public. De novembre 1833 à mars 1834, il y eut 42 représentations. La reprise de la pièce en 1873 eut plus de succès. Mais il faudra attendre 1955 et le triomphe de Vilar (Maria Casarès jouant Marie) pour que justice soit rendue à la pièce. Il y eut alors 107 représentations, et ce fut l'aurore d'un retour au théâtre de Hugo.

## Résumé
À Londres, en 1553, Marie Tudor, reine catholique d'Angleterre, fille d'Henry VIII d'Angleterre et de Catherine d'Aragon, sa première épouse, développe une relation amoureuse avec Fabiano Fabiani, un séduisant aventurier, en dépit des admonestations des nobles de la cour. Dès lors inévitable, la chute de Fabiano, ce favori honni de tous, est souhaitée par Simon Renard, le légat de Philippe, prince des Espagnes, son futur époux.
Fabiano séduit la belle Jane, une jeune orpheline recueillie par un brave ouvrier-ciseleur nommé Gilbert qui, l'ayant adoptée, s'apprête à l'épouser. Or, Fabiano Fabiani apprend en secret que Jane serait la fille héritière de lord Talbot, assassiné, qui céda tous ses biens à la souveraine. Pour empêcher le mariage, et garder les terres qui lui ont été offertes par la reine (qui elle ne sait pas qu'une héritière existe), le favori révèle à l'ouvrier qu'il est l'amant de Jane. Blessé, Gilbert ne pense plus qu'à se venger et devient l'instrument de Simon Renard. Ce dernier obtient à l'ouvrier-ciseleur une audience auprès de la reine Marie. Gilbert révèle alors à la souveraine l'origine de Jane et demande que la jeune fille soit rétablie dans ses droits afin de pouvoir épouser Fabiano Fabiani. Il donne sa vie en échange. Ulcérée par la trahison de son favori, aveuglée par la douleur, la reine Marie fait incarcérer sur-le-champ son amant, mais ordonne également l'arrestation de l'ouvrier Gilbert, les accusant tous deux d'avoir fomenté un complot de lèse-majesté. Encore amoureuse, elle ne cesse ensuite de différer la date d'exécution du favori. La reine rencontre alors Jane, sa candide rivale, et la charge de faire évader Fabiani, mais la jeune fille s'est maintenant rendu compte de son véritable amour pour l'ouvrier Gilbert, et c'est lui qu'elle libère au lieu de l'aventurier dont le peuple, excité par Simon Renard, réclame à grands cris la mort.
Au désespoir, la reine tente une dernière action : substituer le favori à l'ouvrier pendant la nuit, mais Simon Renard ayant pressenti ce geste, parvient à le contrer. Au matin, Marie Tudor découvre avec horreur que les pouvoirs d'une reine ne sont rien devant les nécessités et les violences de l'État.

## Mises en scène
- 1833 : création à la Porte Saint-Martin
- 1955 : mise en scène Jean Vilar, Cour d'Honneur du Palais des Papes
- 1991 : mise en scène Daniel Mesguich, Théâtre de la Métaphore
- 2019 : mise en scène de Clémence Labatut, Théâtre Jules-Julien (Toulouse)[3]
- 2023 : mise en scène Johanna Flahault et Mariam Mestar, Comédie Nation